# Biskupice (województwo zachodniopomorskie)
Biskupice – wieś w Polsce położona w województwie zachodniopomorskim, w powiecie szczecineckim, w gminie Biały Bór.
W latach 1975–1998 wieś należała do woj. koszalińskiego.
W centrum miejscowości znajduje się odnowiony Kriegerdenkmal - odnowiony pomnik niemieckich żołnierzy poległych "za Króla i Ojczyznę" w I wojnie światowej. Na zachodnich krańcach wsi cmentarz ewangelicki.
Inne miejscowości o nazwie Biskupice: Biskupice